# Ronde van Duurswold
De Ronde van Duurswold is een natuurijsklassieker die wordt verreden in het Groningse streek Duurswold, op het ijs van het Schildmeer. De wedstrijd wordt georganiseerd door de KNSB en de IJscentrale Duurswold in samenwerking met IJsvereniging De Noorder Rondritten en de Stichting Natuurijsklassiekers en telt mee voor het klassement van Natuurijsklassiekers. De Ronde van Duurswold geldt als een alternatief voor de Noorder Rondritten.

## Geschiedenis

### Editie seizoen 2010-2011
De eerste maal dat de Ronde van Duurswold werd verreden was in 2010 maar meteen werd hij toegevoegd aan de klassiekerslijst. De Ronde van Duurswold werd als een vroeg alternatief voor de Natuurijsklassieker Noorder Rondritten gepresenteerd. De eerste editie vond plaats op het Schildmeer op 29 december, een dag nadat de eerste klassieker, De 100 van Eernewoude was verreden. Bij de vrouwen ging de overwinning na 48 kilometer verreden te hebben naar Carla Zielman. Zij won de spurt van een kopgroep van twaalf. Maria Sterk en Jolanda Langeland mochten als nummers twee en drie mee op het podium. Bij de mannen schaatste Jorrit Bergsma in de laatste kilometers weg uit een kopgroep van dertien en kwam zo solo aan. Douwe de Vries en Geert-Jan van der Wal werden even later tweede en derde. 

### Editie seizoen 2011-2012
Op 7 januari 2012 vond de tweede editie plaats van de Ronde van Duurswold. Bij de vrouwen ging de overwinning naar Foske Tamar van der Wal. Ze won de wedstrijd in de spurt van een kopgroep van vier voor Anniek ter Haar en Mireille Reitsma. Bij de mannen werd de wedstrijd beslist met een spurt van elf man. Rob Hadders won voor Ruud Aerts en Peter van de Pol.

## Uitslagen
| Jaar | Datum       | Wedstrijd              | Mannen | Mannen         | Mannen     | Mannen  | Vrouwen | Vrouwen                 | Vrouwen         | Vrouwen |
| Jaar | Datum       | Wedstrijd              | Km     | Winnaar        | Woonplaats | Tijd    | Km      | Winnares                | Woonplaats      | Tijd    |
| ---- | ----------- | ---------------------- | ------ | -------------- | ---------- | ------- | ------- | ----------------------- | --------------- | ------- |
| 2010 | 29 december | 1e Ronde van Duurswold | 102    | Jorrit Bergsma |            | 2:50.02 | 48      | Carla Zielman           | Steenwijkerwold | 1:28.39 |
| 2012 | 7 februari  | 2e Ronde van Duurswold | 80     | Rob Hadders    | Groningen  | 2:18:42 | 60      | Foske Tamar van der Wal | Grijpskerk      |         |